# Huis te Lathum
Huis te Lathum is een rijksbeschermd adellijk huis en voormalige havezate bij het gelijknamige dorp Lathum in de gemeente Zevenaar, in de Nederlandse provincie Gelderland. De oudste delen zijn 15e-eeuws. De wapensteen is van 1562.

## Geschiedenis

#### Eigendom en bewoning
De laatste telg uit het geslacht Van Lathum huwt eind 14e eeuw in tweede echt met Walraven van Baer waardoor het Huis te Lathum in het geslacht Baer komt. Mogelijk waren de heren van Lathum een jongere tak van de bannerheren van Bahr. Vroegste vermeldingen zijn Eyle van Lathum in 1227 als getuige wanneer graaf Gerard van Gelre voorrechten verleend aan de Veluwe en in 1243 Wenemar van Lathum als getuige bij het heimaal op de Uchelerberg. Het kasteel wordt in 1243 genoemd als landhoeve van de graaf van Gelre. Het oudste archiefstuk waarin het Huis te Lathum wordt genoemd dateert van 3 februari 1355 waarin hertog Eduard van Gelre regelt dat Frederik van Baer, die het Huis te Lathum had laten platbranden, de Heer van Lathum schadeloos moet stellen.
Toen Lodewijk XIV van Frankrijk tijdens de Hollandse Oorlog in 1672 de Nederlanden was binnengevallen en Arnhem en Doesburg belegerd had, overlegde hij op Huis Lathum met de magistraat van Arnhem over overgave.

#### Bouwgeschiedenis
In de 18e eeuw blijkt het kasteel vervallen en had mogelijk een functie als boerderij in die tijd. Freule van Heeckeren liet het huis restaureren, waarbij twee Gelderse gevels en een traptoren in ere werden hersteld. Tijdens de Tweede Wereldoorlog werd een torendeel opgeblazen. Het lage gedeelte bleef gespaard, het hoge gedeelte werd afgebroken. 

## Huidige situatie
1 juli 2008 werd het huis met 2,5 ha op een openbare executieveiling verkocht voor 910.000 euro. 19 augustus 2008 verkocht de koper het huis weer voor 1,1 miljoen aan de huidige eigenaar. In 2009 werd in de aanloop naar de ingrijpende renovatie tevens een bouwhistorisch onderzoek uitgevoerd. Het huis is behalve op monumentendag niet voor publiek geopend. Vanaf de openbare weg is het goed te zien.